# Lương Xuân Việt
Lương Xuân Việt với quân hàm thiếu tướng lục quân là vị tướng người Mỹ gốc Việt có quân hàm cao nhất trong quân đội Hoa Kỳ.

## Tiểu sử
Ông là con trai duy nhất trong gia đình có 7 chị em gái. Ông có mẹ sinh năm 1937, sinh sống tại Los Angeles, California, Hoa Kỳ và cha ông là cựu Thiếu tá Sư đoàn Thủy quân Lục chiến Quân lực Việt Nam Cộng Hòa (miền Nam Việt Nam) Lương Xuân Đương, đã qua đời năm 1997 ở tiểu bang California.
Khi tới Mỹ vào năm 1975, sau khi Chính phủ Việt Nam Cộng hòa sụp đổ, cậu bé Lương Xuân Việt chưa đầy 10 tuổi và gia đình ông đã chọn Thành phố Mountain View, tiểu bang California để sinh sống. Sau khi tốt nghiệp cử nhân sinh học và cao học (thạc sĩ) khoa học quân sự tại Đại học Nam California, ông tình nguyện vào quân đội, mang cấp bậc Thiếu úy Bộ binh, năm 1987 và được chọn vào danh sách sĩ quan hiện dịch. Đồn trú tại Colorado, ông lần lượt giữ chúc vụ trung đội trưởng rồi đại đội phó Bộ binh.
Ông được đề bạt sang Sư đoàn 101 Biệt kích dù, lần lượt giữ các chức vụ đại đội trưởng, tiểu đoàn trưởng rồi lữ đoàn trưởng. Ông lần lượt giữ các chức vụ tác chiến cấp trung đội, đại đội, tiểu đoàn, cũng như tham mưu và huấn luyện. Trước khi được thăng cấp đại tá và được bổ nhiệm vào chức vụ Lữ đoàn trưởng Lữ đoàn 3, Sư đoàn 101 Không kỵ, ông đã làm tiểu đoàn trưởng tiểu đoàn 2, Trung đoàn 505 Bộ Binh Nhảy Dù Hoa Kỳ vào năm 2005 và chiến đấu tại chiến trường Iraq với cấp bậc trung tá phục vụ "Chiến Dịch Người Iraq Tự do".
Thăng cấp đại tá, ông trở thành lữ đoàn trưởng cho chiến trường Afghanistan . Năm 2012, ông được cử về đại học Stanford để tham gia huấn luyện chính trị cao cấp.
Ông được Chính phủ và Bộ Quốc phòng Hoa Kỳ thăng cấp bậc chuẩn tướng Lục quân Hoa Kỳ ngày 20 tháng 5 năm 2014 (chính thức tấn phong ngày 6 tháng 8 năm 2014), trở thành tướng Mỹ gốc Việt đầu tiên trong quân lực Hoa Kỳ. Ông làm Tư lệnh phó Sư đoàn Kỵ binh số 1 (Hoa Kỳ), phụ trách hành quân tác chiến Tháng 5 năm 2017 ông được thăng cấp thiếu tướng, là phó tư lệnh của Quân đoàn 8 đóng tại Hàn Quốc.
Ngày 28 tháng 8 năm 2018, trong lễ chuyển giao tại Trại Zama, thiếu tướng Lương Xuân Việt nhận nhiệm vụ Tư lệnh Lục quân Hoa Kỳ tại Nhật Bản, kế nhiệm thiếu tướng James Pasquarette. Đơn vị của ông có 2.500 binh sĩ, nhân viên dân sự và các thành viên gia đình, chịu trách nhiệm khai thác 16 cơ sở (cảng và kho tiếp vận) ở vùng đại lục và đảo Okinawa của Nhật Bản .
Ngày 25 tháng 6 năm 2021, ông bàn giao chức vụ Tư lệnh Lục quân Hoa Kỳ tại Nhật Bản cho Chuẩn tướng Joel B.Vowell, và nghỉ hưu sau 34 năm phục vụ.